# جاستن كين
جاستن كين (بالإنجليزية: Justin Keen)‏ هو سائق سباق بريطاني، ولد في 4 أغسطس 1972 في إبينغ ‏ في المملكة المتحدة.

## روابط خارجية
- جاستن كين على موقع DriverDB.com (الإنجليزية)